# Magda Bogin
Magda Bogin es una escritora y traductora literaria estadounidense. Ha producido una gran cantidad de obras escritas que van desde la ficción hasta la poesía y ha traducido reconocidas obras de la literatura universal. Nacida en Manhattan, ha vivido y trabajado en países como México, Francia, Italia y Rusia.
Receptora de muchos premios y reconocimientos, más recientemente como libretista en la ciudad de Nueva York, ha sido docente de literatura en instituciones tan importantes como la Universidad de Columbia, la Universidad de Princeton y el City College de Nueva York. Es la fundadora y directora de Under the Volcano, un programa de clases magistrales de escritura que se convoca cada enero en México, y ofrece talleres en línea para escritores con obras en progreso.